# Христос під час шторму на озері Генісарет (Рембрандт)
Христос під час шторму на озері Генісарет (нід. Christus in de storm op het Meer van Genesareth) — картина голландського художника Рембрандта Гарменса ван Рейна, що була створена в 1633 році. Єдина з його відомих робіт, що виконана в жанрі морського пейзажу. За іншою думкою, ця картина є прикладом голландського бароко і протестантського живопису.
Сюжетом для картини слугувало одне з чудесних діянь, вчинених Ісусом Христом — утихомирення бурі і описаних в Євангеліях від Матвія 8:23–27; Марка 4:35–41; Луки 8:22–25. Сцена протиставляє стихію природи людським слабкостям — як фізичній, так і духовній. Охоплені панікою учні борються проти раптового шторму, щоб відновити контроль над своїм човном, на який валиться величезна хвиля, розриваючи вітрило. Серед цього хаосу тільки Христос, зображений праворуч, залишається спокійним.
Від початку створення картина неодноразово належала вельможним представникам Нідерландів та Великої Британії. «Христос під час шторму на озері Генісарет» під інвентарним номером P21s24 до 1990 року зберігався в бостонському музеї Ізабелли Стюарт Гарднер. 18 березня 1990 картина була викрадена, й до сьогодні місце перебування не встановлене.

## Історія
«Христос під час шторму на озері Генісарет» — це перший та єдиний морський пейзаж Рембрандта. Картина була створена в 1633 році на початку його самостійної кар'єри й після переїзду з Лейдена до Амстердама. В тогочасній столиці Голландської республіки в 1630-х роках морські пейзажі набирали популярності, але цей жанр залишався нетиповим для більшості художників. Проте, ймовірно, знаючи про подібні роботи своїх попередників, як Мартен де Вос та Пітер Пауль Рубенс, Рембрандт взявся за створення картини в незвичному для себе жанрі — марина.
Перші задокументовані відомості про картину з'являються 3 вересня 1652 році. Вона потрапила до опису майна, що залишилося після смерті голландського торговця з Японією та Кореєю, тимчасового губернатора індонезійської Батавії Жака Спекса. Останній міг бути поціновувачем творчості Рембрандта, оскільки, окрім цієї картини, в його володінні були ще й інші, зокрема «Викрадення Європи». Під час опису картина згадується під назвою «Човник святого Петра» (нід. Een scheepgen petri van Rembran). Наступним власником став заможний торговець сукном, офіцер цивільної гвардії Амстердама, забудовник нерухомості в Йордані, колекціонер мистецтва Якоб Якобсзон Гінлопен. Її місце знаходження в кабінеті Гінлопена описав відомий художник та історіограф Арнольд Гаубракен в 1718 році. На думку дослідників, під час одного з аукціонів, що відбувся не пізніше 1750 року, картина була продана за 600 гульденів Йоганнесу Копу (нід. Johannes Coop). Він був відомим в Амстердамі друкарем на ситці (нід. calico printer), спеціалістом зі швидкого створення кольорових малюнків на бавовняних тканинах, особливо бязі.
В його власності картина перебувала не довго, і з 1752 по 1771 рік нею володів власник винокурні, торговець деревиною та колекціонер мистецтва Герріт Брамкамп. В описі його колекції вона була відома під назвою «Спаситель зі своїми апостолами на кораблі» (нід. De Zaligmaker met zyn Apostelen in 't Schip). Під час аукціону в 1771 році новим власником став банкір, акціонер банку Hope & Co., член міської ради та колекціонер мистецтва Ян Гоуп. Цю картину, а також частину своєї колекції витворів мистецтва, він заповів дружині Філіппіні Барбарі ван дер Гувен (нід. Philippina Barbera van der Hoeven), яка й стала наступною власницею картини в 1785 році після смерті чоловіка. 1790 року, коли померла Філіппіна Барбара, її колекція протягом чотирьох років була предметом поділу спадщини між дітьми. 1794 року вона стала власністю двох молодших неповнолітніх синів родини Гоуп — Адріана Еліаса (нід. Adrian Elias) та Генрі Філіпа (нід. Henry Philip). Опікуном дітей виступив Генрі Гоуп, який був їхнім дядьком. 17 жовтня 1794 року через загрозу вторгнення французьких військ він забрав дітей та колекцію картин, що становила 372 екземпляри включаючи роботи Рембрандта, Галса, Рубенса, ван Дейка, та переїхав до Лондона. З часом частина колекції, включаючи «Христос під час шторму на озері Генісарет», перейшла у власність Генрі Філіпа. Останній, ймовірно, передав картину своєму родичеві Томасу Гоупу, оскільки саме в його будинку на Дачіс-стріт вона знаходилася в період від 1819 до 1820 рік. 1849 року Томас Гоуп перебрався до заміського маєтку Діпден, куди також була перевезена картина «Христос під час шторму на озері Генісарет». Після його смерті в 1862 році вона перейшла в спадок до дружини Адель Біше (фр. Adèle Bichat). Надалі відомості про картину з'являються в описі майна Френсіса Пелам-Клінтон-Гоупа, VIII герцога Ньюкасла, яка перейшла до нього в спадок в 1884 році. В період з 1891 по 1898 рік його 82 картини, включаючи «Христа під час шторму на озері Генісарет», демонструвалися в Південному музеї Кенсінгтона у Лондоні. 1898 року він продав всю свою колекцію, яку придбали Ашер Вертгаймер (нім. Asher Wertheimer) та комерційна художня галерея P. & D. Colnaghi & Co. Того ж року через посередника Беренсона «Христос під час шторму на озері Генісарет» був придбаний для колекції Ізабелли Стюарт Гарднер. Після її смерті в 1924 році картина стала частиною музею мистецтв імені Ізабелли Стюарт Гарднер в місті Бостон, США. Там робота Рембрандта перебувала протягом 76 років, допоки не була викрадена в 1990 році.

### Викрадення
На світанку 18 березня 1990 року двоє чоловіків у формі поліціянтів міста Бостон прибули до музею Ізабелли Стюарт Гарднер. Вони повідомили охорону про отримання сигналу тривоги про заворушення всередині комплексу. Співробітники охорони, які впустили фальшивих офіцерів всупереч інструкціям з безпеки музею, були нейтралізовані за допомогою наручників та замкнуті окремо в підвалі. Злочинці не використовували зброю, під час пограбування не було навіть спроби активувати жодної тривожної кнопки та не було повідомлено поліцію Бостона. Плівку відеоспостереження з вечора пограбування злодії вилучили перед від'їздом, але вони не забрали відеозапис дня, що передував пограбуванню. Злочин тривав 81 хвилину, протягом яких грабіжники вирізали картини з рам та збирали інші експонати. Загалом, серед 13 викрадених витворів мистецтва були картини Рембрандта («Христос під час шторму на озері Генісарет», «Портрет пари в інтер'єрі», офорт «Автопортрет 1634 року»), а також роботи Едуарда Мане, Едгара Дега та Яна Вермера. Загальна вартість цих творів мистецтва за тогочасними мірками становила приблизно 500 мільйонів доларів. До сьогодні порожні рамки, на яких колись висіли вкрадені картини та офорт, все ще висять на стінах музею як символ «очікування повернення вкрадених шедеврів».

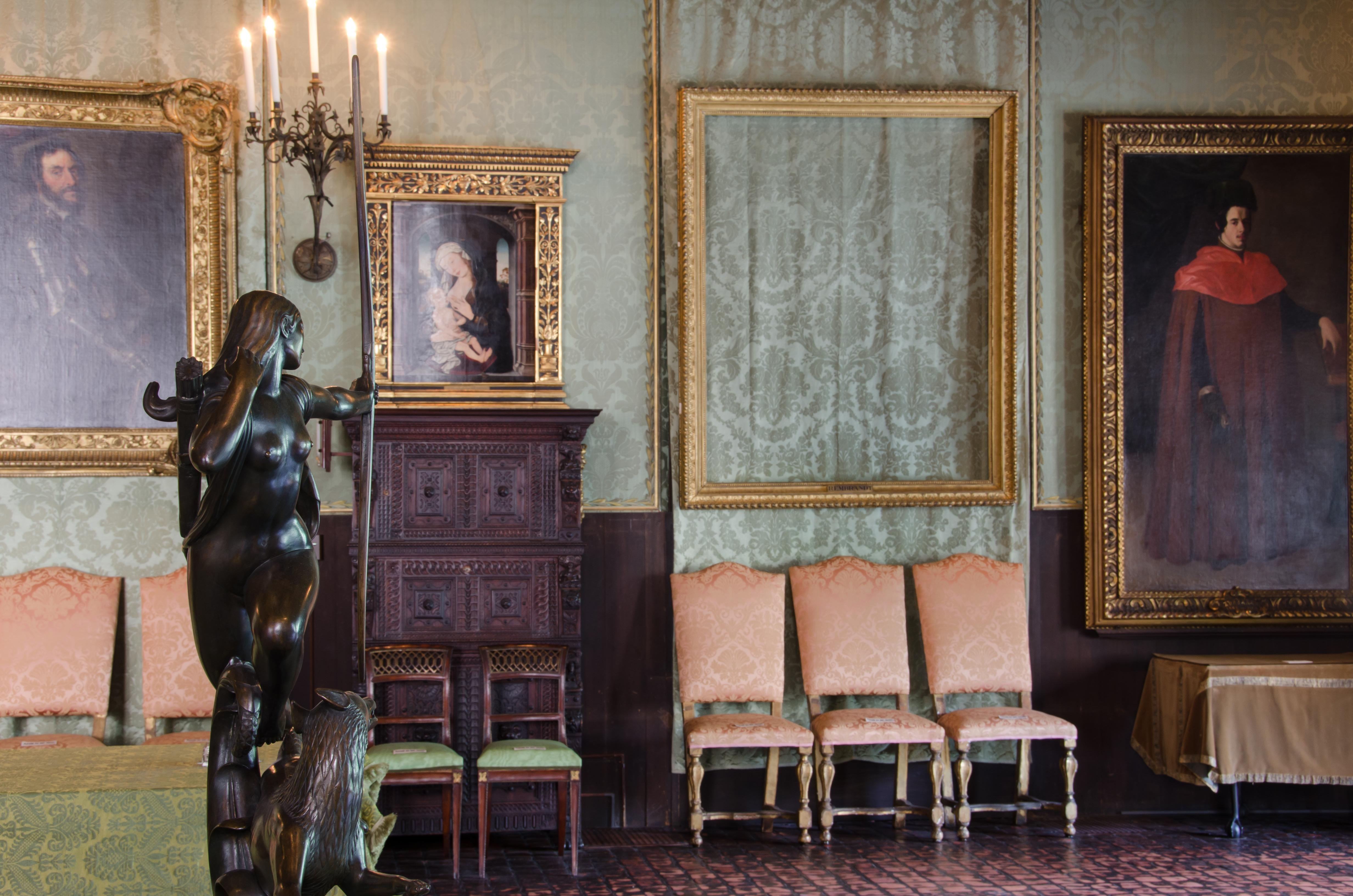
Рамка, на якій колись була картина ван Рейна — «Христос під час шторму на озері Генісарет»

Одразу до розслідування було залучено ФБР. За кілька днів після крадіжки представники музею пообіцяли 1 мільйон доларів винагороди за інформацію про злочин, а в 1997 році ця сума була збільшена до 5 мільйонів. Одна з початкових версій полягала в тому, що злодії, які вкрали ці експонати, були саме місцевими злочинцями. Також вважалося, що витвори мистецтва були викрадені для продажу на чорному ринку. Згодом, під час обшуку в будинку колишнього мафіозі Роберта Джентіле був знайдений список картин музею Ізабелли Стюарт Гарднер, а поруч вказані їх ціни на чорному ринку. Джентіле заперечував будь-яку причетність, стверджуючи, що його підставили. В ході розслідування в агентів ФБР з'явився список із 30 000 потенційних клієнтів, які, так чи інакше, могли бути зацікавлені в придбанні вкрадених експонатів. 2013 року були опубліковані різні статті з припущеннями, що злочинців було знайдено, а Річард де Лоріє, спеціальний агент ФБР у Бостоні, опублікував заяву, в якій стверджував, що злодіїв встановлено й ними виявилися члени злочинної організації, що діяла в Середньоатлантичних штатах та Новій Англії. Однак, це розслідування так і не увінчалося успіхом, і вкрадені експонати залишаються у розшуку.
6 серпня 2015 року правоохоронці звернулися за допомогою до громадськості, щоб виявити стороннього відвідувача музею в ніч перед крадіжкою. Ця особа серед ночі увійшла до музею через ті самі двері, які менше ніж через 24 години використали злодії. Тогочасна прокурорка округу Массачусетс Кармен Ортіс наголосила, що вичерпну повторну перевірку первинних доказів у цій справі проводили протягом багатьох місяців. Саме тому було прийняте рішення оприлюднити відеозображення з ночі перед крадіжкою, яке раніше не демонстрували громадськості, щоб ідентифікувати стороннього відвідувача музею. На відео, знятому камерами безпеки музею, було видно, як автомобіль зупинився біля заднього входу до музею. Автомобіль відповідав загальному опису транспортного засобу, який, як повідомлялося, був припаркований біля будівлі напередодні крадіжки 18 березня 1990 року. На відео також було видно, як невідомий чоловік виходить з автомобіля, а потім його впускає в музей, всупереч інструкціям з безпеки, охоронець. Ця подія сталася о 00:49 17 березня 1990 року, майже за 24 години до того, як злодії увійшли в музей через ті самі двері. Проте зображення як транспортного засобу, так і невідомого чоловіка мали низьку роздільну здатність й не принесли бажаного для правоохоронців результату.

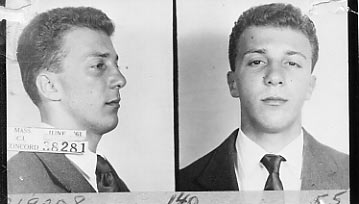
Боббі Донаті — фотографія з особової справи в поліції

У 2021 році оцінювач витворів мистецтва у відставці Пол Калантропо дав інтерв'ю для ЗМІ, розповівши деякі деталі, що відновили інтерес у суспільстві навколо викрадених предметів музею Ізабелли Стюарт Гарднер. Калантропо повідомив, що в 1990 році рецидивіст Боббі Донаті, з яким він інколи співпрацював, намагався продати йому бронзову скульптуру орла. Експерт одразу впізнав його як одну з 13 викрадених речей, серед яких також були картини Рембрандта, й відмовився від угоди з Донаті, оскільки навколо цих експонатів був значний резонанс. Своє тривале мовчання Калантропо пояснив тим, що побоювався за своє життя, адже невдовзі після їх зустрічі Боббі Донаті було жорстоко вбито. На рецидивіста скоїли напад біля його будинку в Новій Англії, а тіло з кількома ножовими пораненнями, включаючи перерізане горло, вбивці помістили в багажник «Кадилака» Донаті. За словами Калантропо, він звернувся до ФБР у 2016 році й відтоді співпрацює з ними та групою експертів, щоб спробувати допомогти у розслідуванні.

## Опис

### Сюжет
Сюжет картини з ключовою сценою човна, що потрапив у шторм, Рембрандт запозичив із трьох Євангелій: від апостолів Матвія (Мт. 8:23–27), Марка (Мр. 4:35–41) та Луки (Лк. 8:22–25). Після того, як Ісус проявив чудеса зцілення від прокази та інших недугів, він вирішив перебратися на човні з одного берега на інший. Коли човен з ним та учнями відплив, через деякий час здійнялася буря, й хвилі почали заливати судно. Проте Ісус відпочивав, і природна стихія не змогла потурбувати його сон. У розпачі від великого страху частина учнів кинулись до нього, розбудили й почали благати: «Рятуй, Господи, ми гинемо!». На їх прохання Ісус відповів, що їх страх через маловірність, та присоромив учнів. Після цього він встав, погрозив вітрам і морю, й настала тиша. Учні здивувалися й заговорили між собою: «Хто це такий, що і вітри і море йому слухняні?».

Тема Христа з учнями у човні під час шторму в творчості художників попередників та послідовників Рембрандта
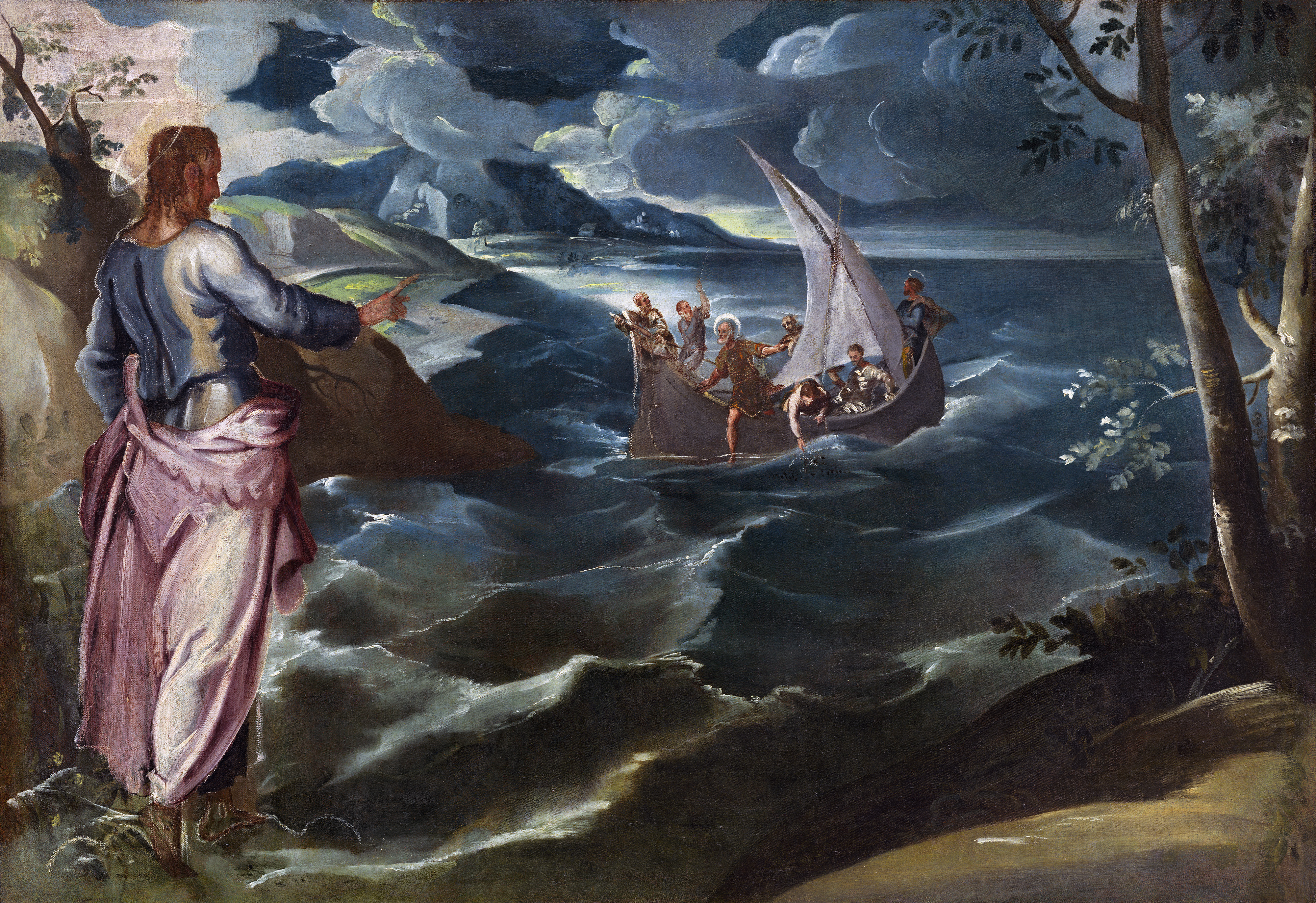
«Христос в Галілейському морі», Якопо Тінторетто (між 1575—1580)
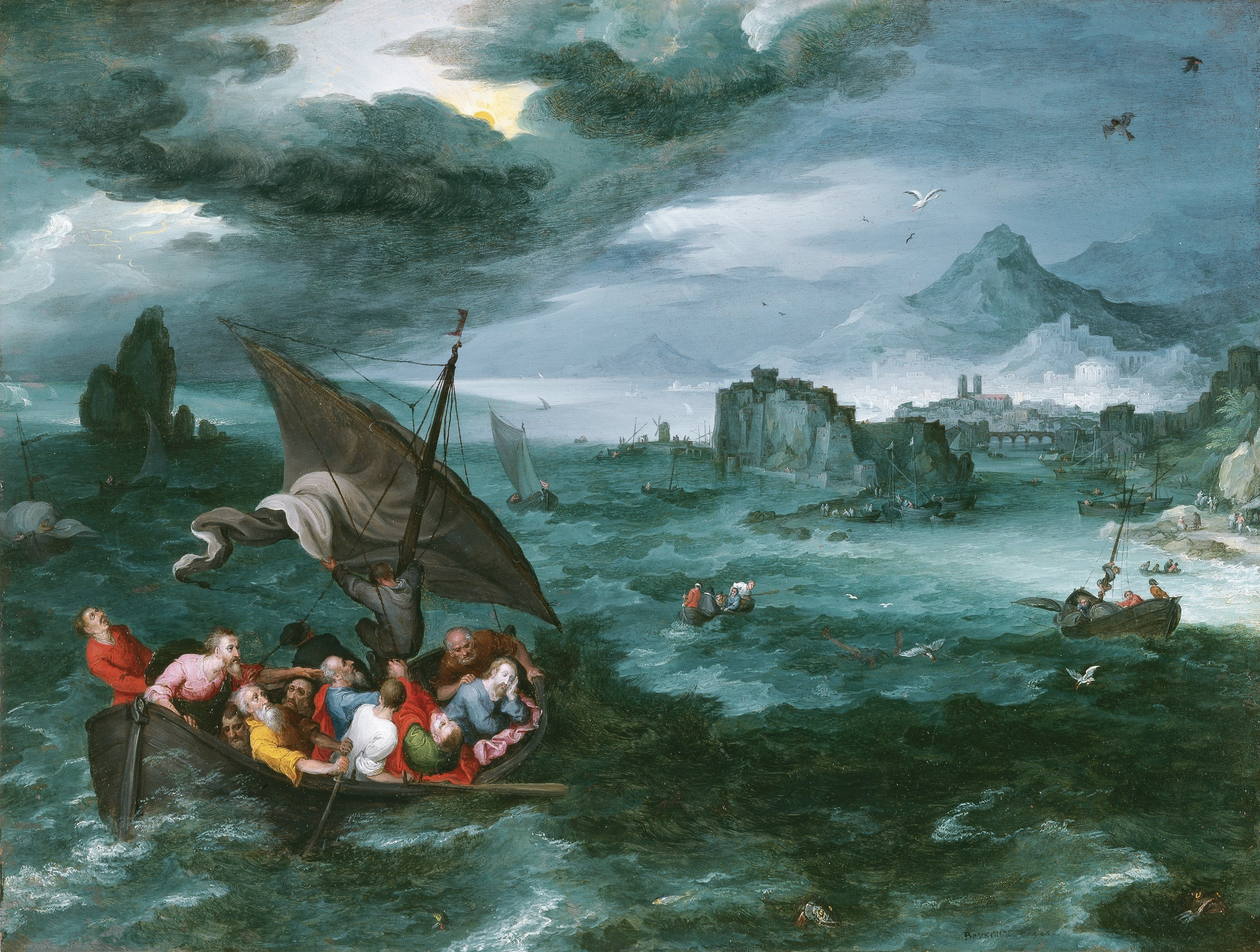
«Христос під час шторму в Галілейському морі», Ян Брейгель Старший (1596)
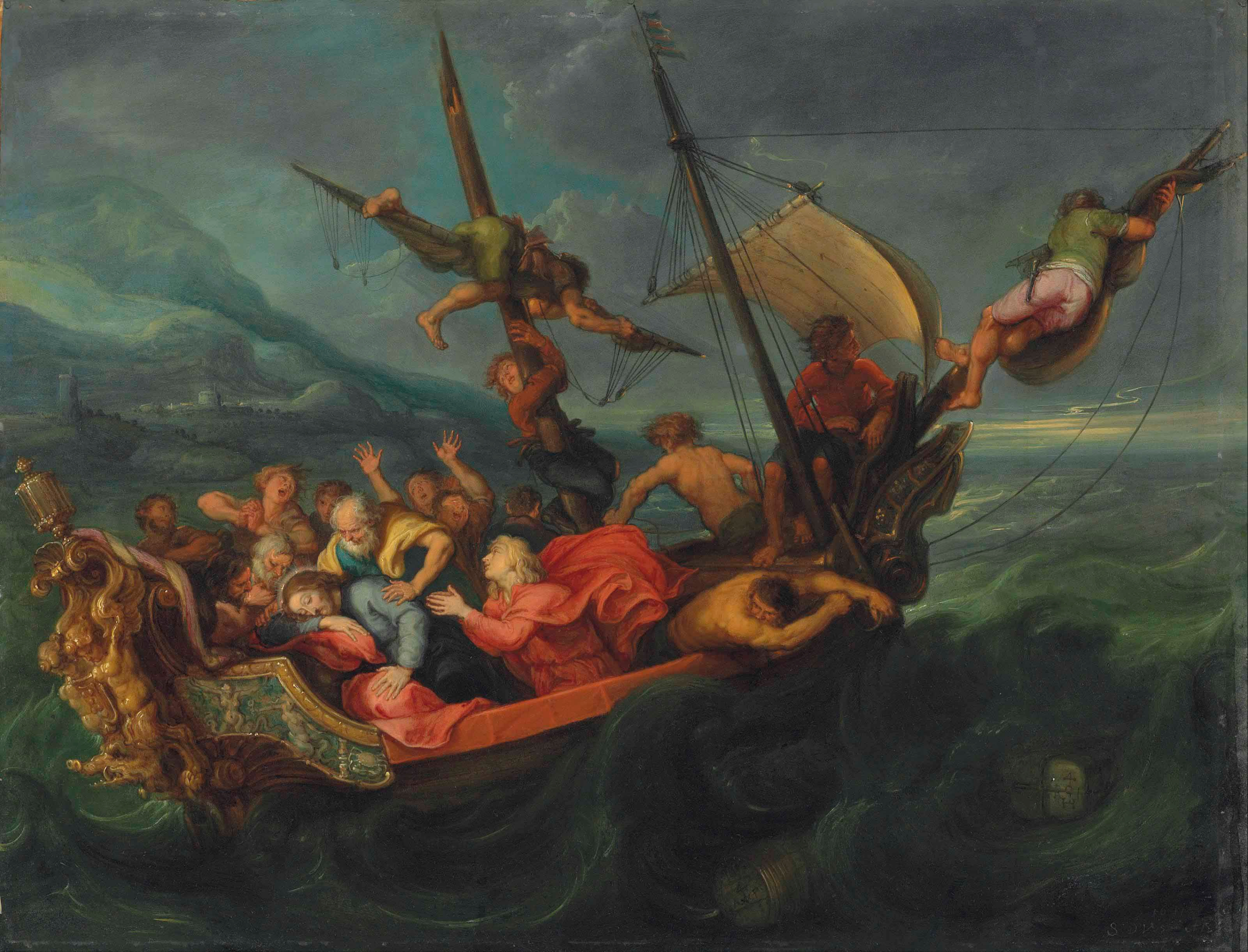
«Христос в Галілейському морі», Сімон де Вос (1641)
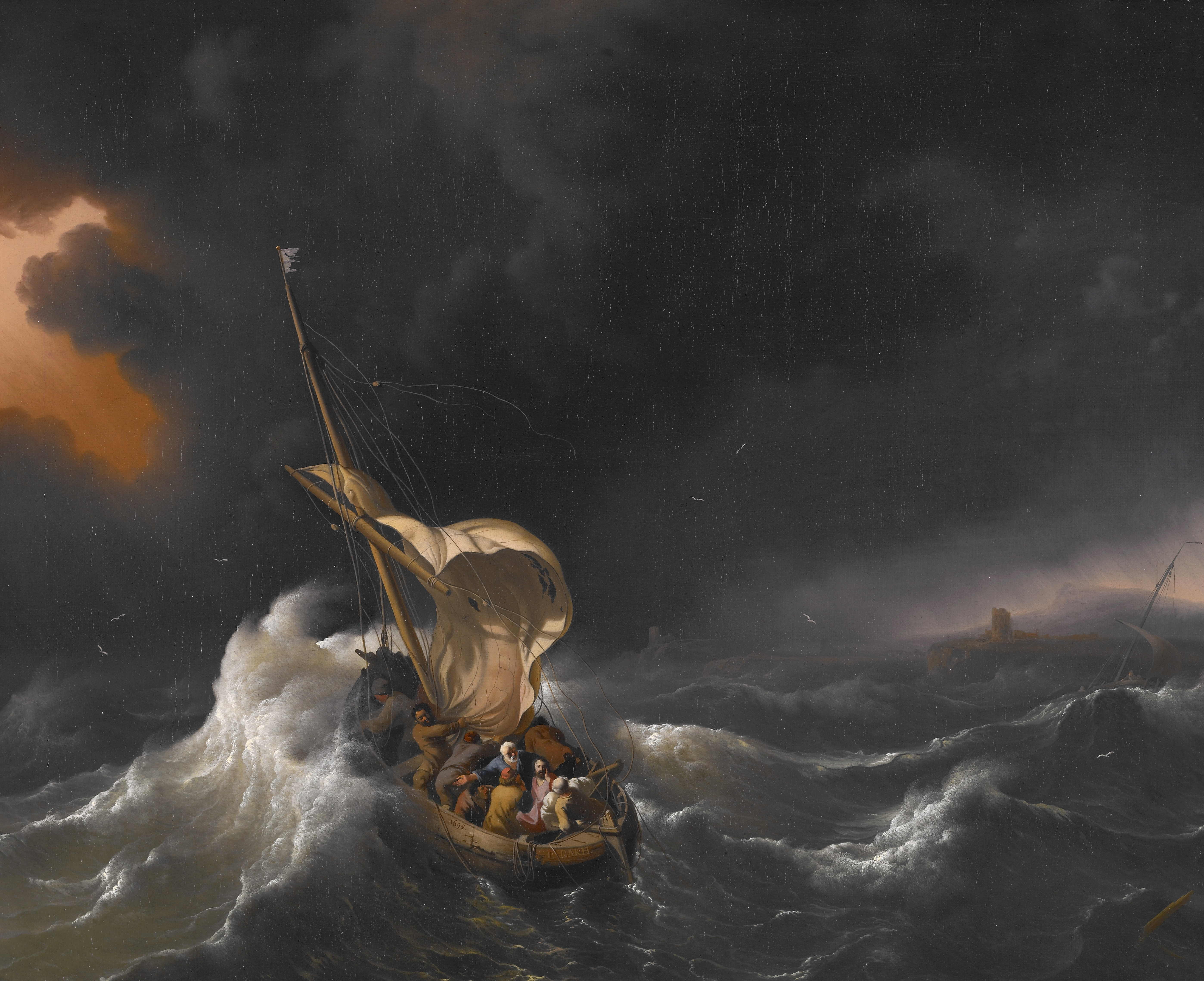
«Христос під час шторму в Галілейському морі», Людольф Бакхюйзен (1695)

### Виконання
Протягом 1630-х років Рембрандт ван Рейн почав підписувати роботи лише своїм іменем «Rembrandt», що було викликано все більшою популярністю. За переконанням дослідників, на початку ранньої творчості Рембрандт вважав себе спадкоємцем італійської художньої майстерності, де художники зазвичай підписувалися лише своїм ім'ям. Під час уроків живопису він також рекомендував своїм учням відтворювати біблійні сцени та оповідання. Усі його ранні роботи мали гладку обробку, контрастуючи з його пізнішими творами, які були фактурнішими та написаними для сприйняття лише на певній відстані. Пізня творчість характеризувалася застосуванням широких мазків пензля, інколи використання мастихіна. Більшість картин, які створені протягом 1630-х років, мають фон, що виконаний у тьмяних відтінках коричневого, щоби викликати враження історичної атмосфери та почуття ностальгії. Фігури зображені в дорогому одязі, що придавало певної театральності. Таке вбрання передавало емоції[які?] та присутність внутрішнього «Я», виділяючись кольором, призначенням і текстурою. Обличчя заворожують уяву глядача й служать справжнім доказом майстерності Рембрандта. Вони схожі з тими, які можна зустріти в реальному житті, що було досягнуто ефектом світла й тіней, які м'яко перетинаються на поверхні обличчя. Гра світла найбільш ретельно зображена навколо очей, відображаючи таким чином постійну мінливість емоцій всередині персонажів. Кожна деталь у роботах Рембрандта має значущу роль, яка виражена прямо чи за допомогою алегорії. Якраз через такі деталі розкривається талант Рембрандта, як художника.
У Євангелії описується, як учні перебували в стані божевілля й паніки, дивлячись смерті в очі, а Христос мирно спав. Їх крики приглушували бурхливі морські хвилі, а також скрегіт човна через шторм. Рембрандт художньо точно й мальовниче зміг зобразити на полотні як розгорталася драма. Картина являє собою безліч різких і темних штрихів, які зображують темряву, що метафорично передає відчуття неминучої загибелі, що нависла над людьми в човні. Саме темрява, що оточує човен, і контраст світлих кольорів морських хвиль та невеликої частини неба оптично захоплюють й привертають увагу глядача. Човен намальований у напівперекинутому стані, що підкреслює розпач учнів; деякі з яких зображені в намаганні ворушити веслами й натягнути вітрило. Завдяки цим відчайдушним потугам утримати човен від неминучої загибелі Рембрандту вдалося досконало передати атмосферу хаосу.

Деталі картини
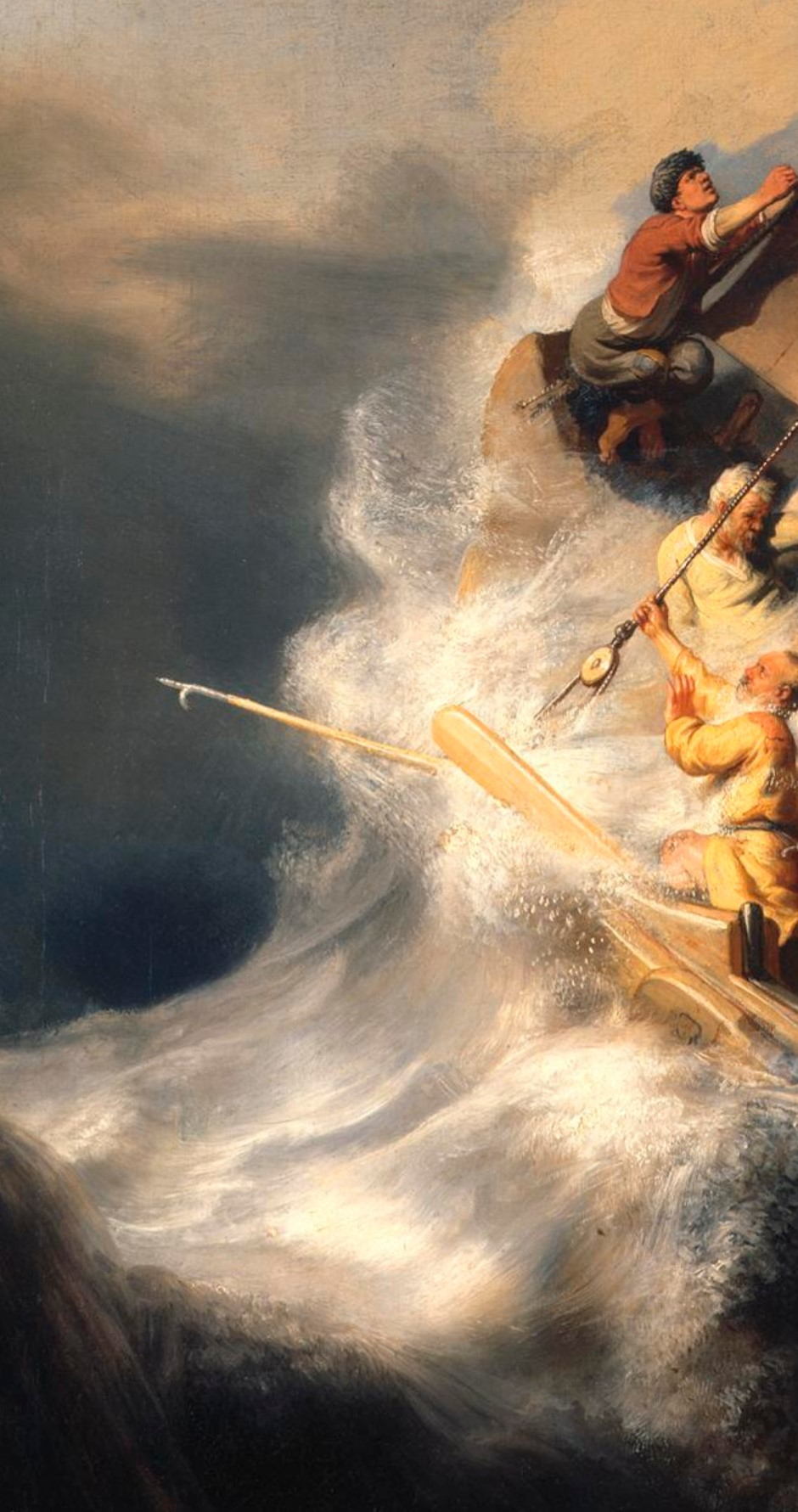
Гарпун з лівого боку човна
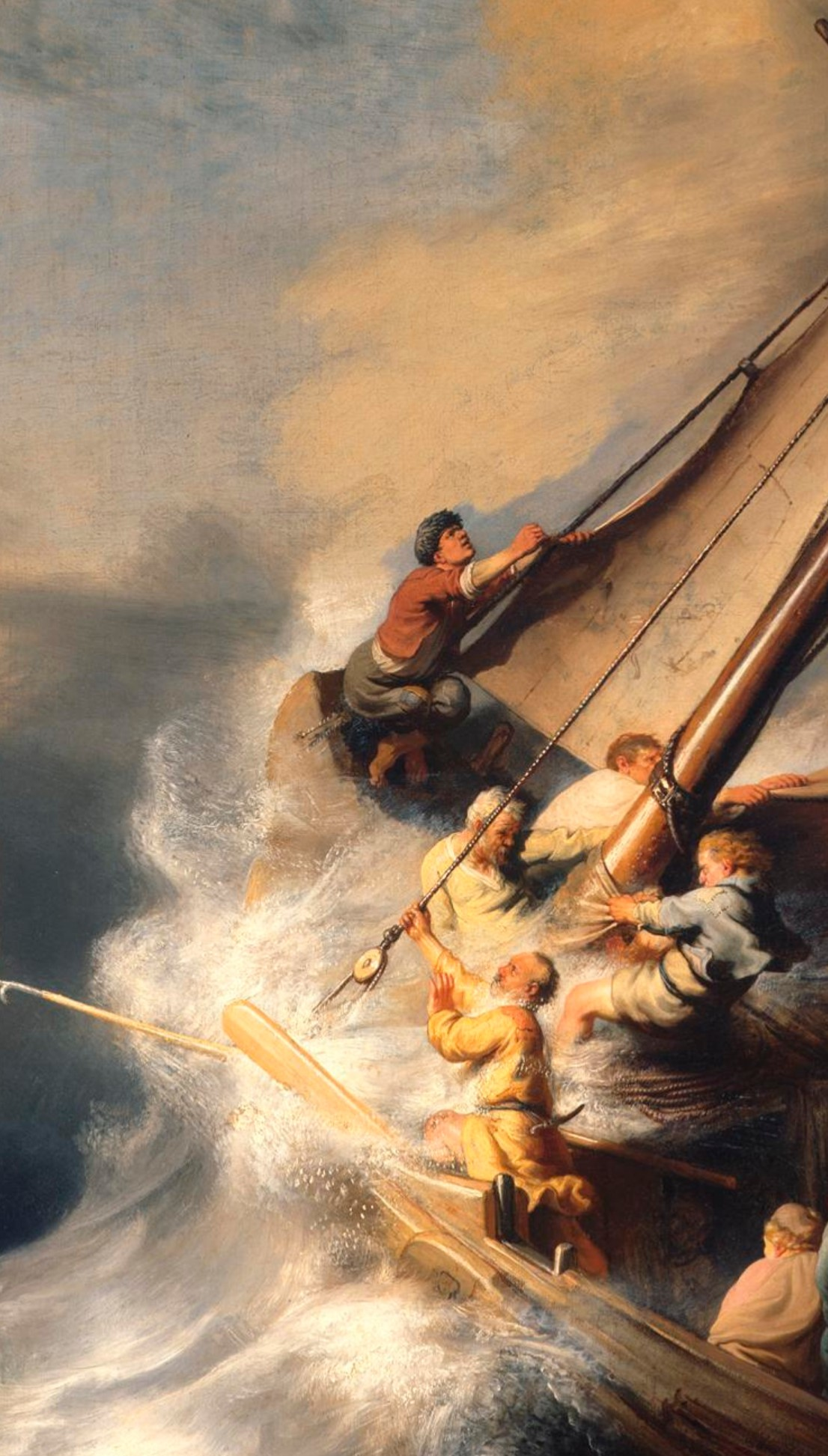
Чоловіки, що борються за спасіння човна
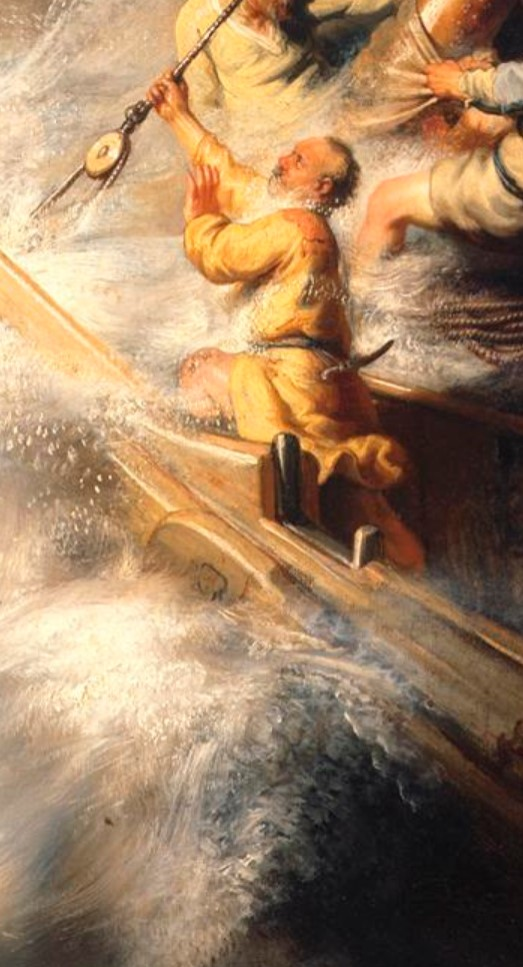
Святий Петро
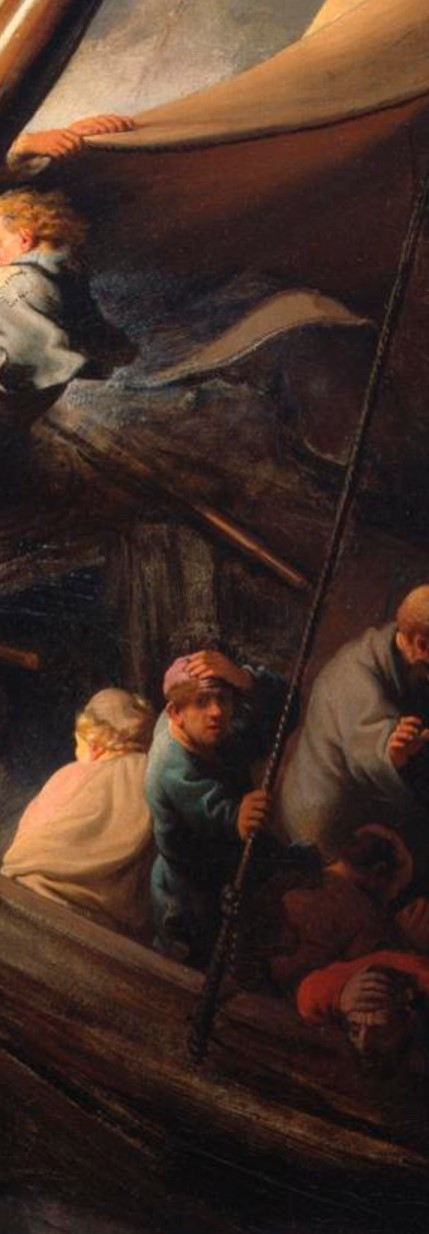
Ймовірне зображення Рембрандта
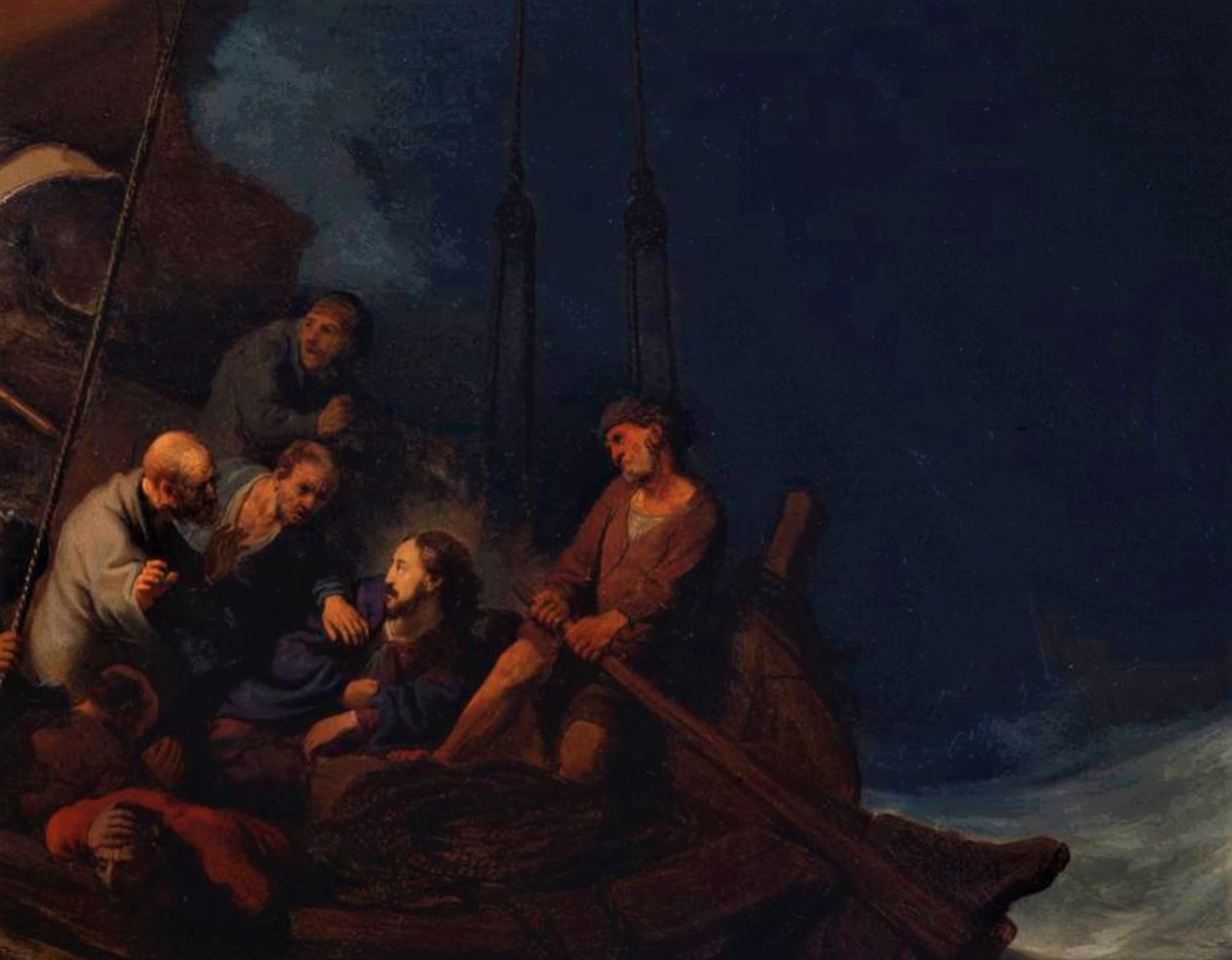
Учні, що оточили Христа

Ключова ідея картини полягала у прагненні показати глядачеві, що буря може чекати будь-якої миті. Проте важливішим є те, що художник продемонстрував належну реакцію на шторм. Більшість людей, які бігло споглядають картину, відповідають, що бачать тринадцять осіб у човні — Христос та дванадцять апостолів. Однак, при ретельномішу вивчені їх можна нарахувати чотирнадцять, бо Рембрандт, ймовірно, намалював себе у якості власника човна. Цей художній засіб не винахід ван Рейна, оскільки задовго до нього в художньому середовищі вкоренилася практика lectio divina — виставляти себе в біблійну сцену, немовби розмірковуючи: «що було б, якби я був там?» Композиція картини умовно складається з трьох частин. На кормі човна є невелика група людей, які в розпал шторму збираються біля Христа в пошуках спасіння. Навколо них панує темрява, яка намагається поглинути їх. Поруч знаходиться Ісус. Його непорушність та спокій передані за допомогою світла, що сяє, й ті, хто зібрався поруч, немовби долучаються до цього світла. Таким чином, Христос виступає символом спокою та миру. На відміну від них, інша група, яка, ймовірно, складалася з досвідчених рибалок, намагається відчайдушно боротися зі штормом й вберегти човен від затоплення. Серед цієї групи знаходиться Святий Петро, який немов завзятіше за всіх бореться з бурею. Існує припущення, що Рембрандт через таке зображення святого зробив відсилання на єретичний рух V століття — пелагіанство. Його послідовники вважали, що людина не заплямована первородним гріхом і що кожен може робити добро й, таким чином, досягти спасіння без Божої благодаті. Святий Петро, що бореться зі штормом у човні, міг бути певною алегорією на людину, яка намагається взяти під контроль своє життя й всі проблеми, що виникають. Людина, яка вважає, що, працюючи більше, зможе досягти більшого й опирається на власні зусилля, є прикладом Петра-пелагіата з картини. Рембрандт також зображує світло, що проходить крізь хмари, вказуючи на те, що буря ось-ось закінчиться. Іронізм сюжету полягає в тому, що Святий Петро стоїть спиною до Христа й продовжує боротися зі стихією самостійно, не покладаючись таким чином на вчителя. Напротивагу йому Рембрандт зобразив апостола Івана, який знаходиться поруч з Ісусом, дивиться на Ісуса й вірить, що останній вбереже човен від погибелі в штормі.

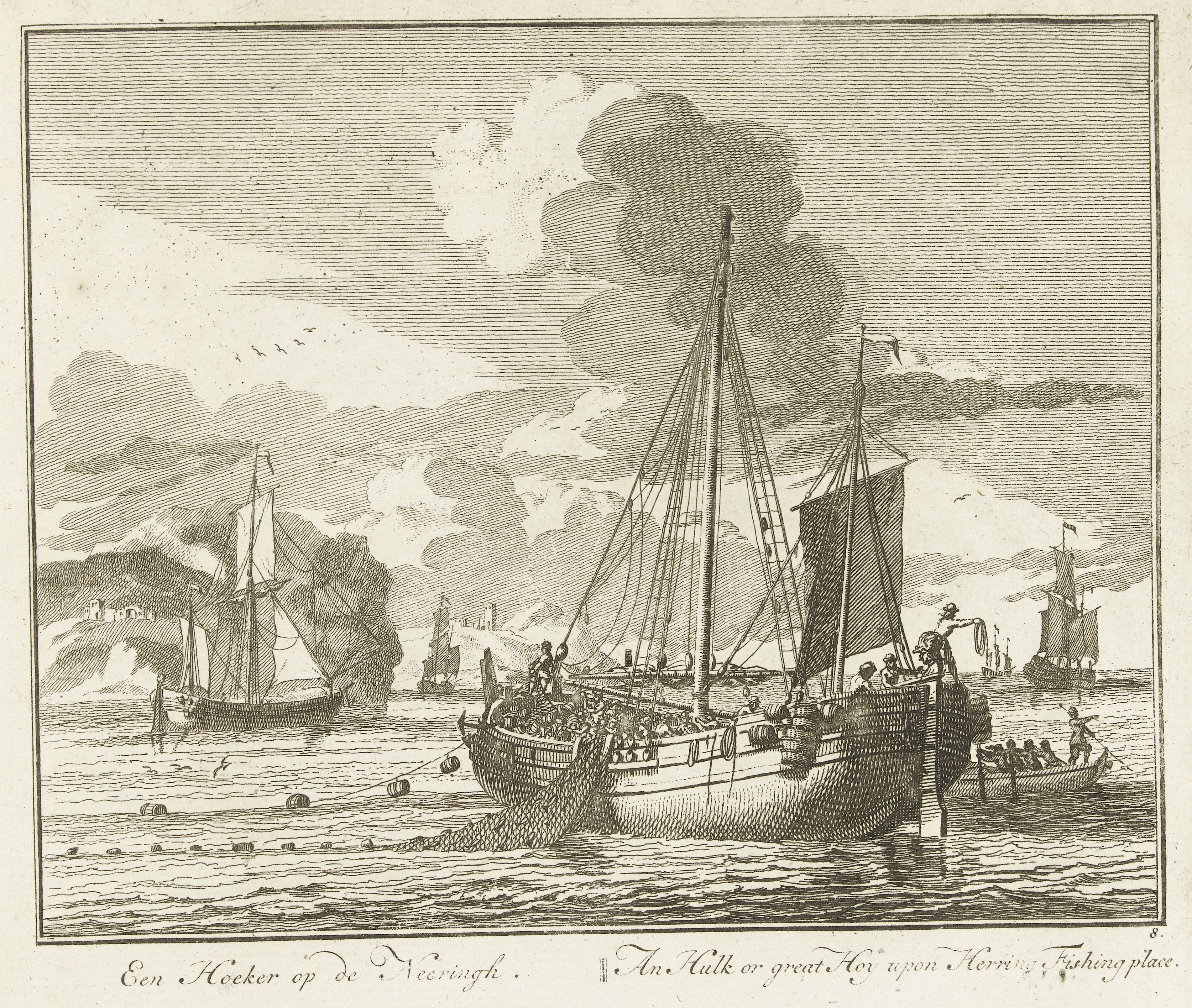
Нідерландські Гукер (судно), які використовувалися для риболовства та китобійного промислу.

Витонченість сюжету в інтерпретації Рембрандта полягає в різкому контрасті між лівою та правою частинами картини. Вона полягає в емоціях спокою та відчаю, у величезних загрозливих хвилях та набагато спокійнішим морем за човном з правого борту. Вгорі темні хмари відступають праворуч, а небо зліва починає прояснюватися. У стародавній сюжет Рембрандт додав сучасні деталі для більшої ефектності. Зображений човен був рибальським судном, відомим як гукер. З лівого борту можна розгледіти гарпун. Цей предмет типовіший для голландського китобійного промислу, який був абсолютно виключеним на озера Генісарет. З точки зору кораблебудування зображення деталей човна не зовсім точні, але Рембрандт був не з тих художників, для яких автентичність переважала над атмосферою сюжету в цілому. Окремої уваги заслуговує постать ближче до носової частини човна й вздовж центральної лінії полотна. Чоловік, одяг якого зображений в яскраво-блакитному кольорі, що дивиться прямо перед собою — це, ймовірно, сам Рембрандт. Однією рукою він тримає мотузку, а іншою — капелюха. Якщо інші художники зображали себе обабіч, спостерігачами за сюжетом, то ван Рейн є безпосереднім учасником драми, що розгортається в човні.
Проаналізувавши вміст фарби з картини «Христос під час шторму на озері Генісарет», дослідники зробили такий висновок: Рембрандт вдався до незвичної техніки, домішавши до фарби пшеничне борошно як речовину, яка одночасно згущувала фарбу та зробила її прозорішою.

## Відгуки
Мистецтвознавець, оцінювач та член організації для художників Providence Art Club Майкл Роуз характеризував цю роботу Рембрандта наступним чином. За його переконанням, дивлячись на багато інших збережених картин цього голландського майстра, можна відчути його сміливість художньої техніки, включаючи поводження з фарбою. «Христос під час шторму на озері Генісарет» — специфічна картина, виконана в техніці імпасто своєрідного «північного бароко», багато розписаний морський пейзаж, завуальований коричневими та золотистими тонами. Володіючи цими знаннями, глядачі можуть легко уявити текстури цієї втраченої картини та оцінити великий витвір мистецтва, попри те, що багато хто так і не бачив її наживо.
Нідерландський художник та історіограф Арнольд Гаубракен відгукувався про картину так: «В період своєї ранньої творчості Рембранд надавав більше уваги деталям, аніж у пізній, закінчуючи картини більш ретельно. Все це можна розгледіти на картині „Човник святого Петра“, де дії постатей та їхні риси у зв'язку з обставинами виражені настільки природно, як це можна собі уявити, й, крім того, вони намальовані набагато детальніше, ніж ми звикли бачити у його [Рембрандта] роботах».
Доктор філософії, дослідник та публіцист, викладач релігієзнавства в ряді навчальних закладів США Джон Дарем (нід. John I. Durham) вважає картину «Христос під час шторму на озері Генісарет» такою, завдяки якій Рембрандт «занурив нас у реальність: реальний шторм, реальне море зі справжньою небезпекою, реальний страх та страждання від морської хвороби. У сюжеті немає ні однієї фальшивої чи мелодраматичної пози: учні не скам'яніли від страху, а моляться, звертаються до Христа чи справляються з корабельними снастями борючись за свої життя».